# Toscanogletsjer
De Toscanogletsjer is een gletsjer in Nationaal park Noordoost-Groenland in het oosten van Groenland.

## Geografie
De gletsjer is zuid-noord georiënteerd en heeft een lengte van meer dan tien kilometer. Ze heeft meerdere zijtakken die onderweg bij de hoofdtak komen. Vanaf de gletsjertong stroomt een gletsjerrivier eerst richting het noorden weg en buigt richting het oosten af om daar uit te monden in het gletsjermeer Furesø.
De Toscanogletsjer ligt aan de noordkant van de zuidelijke helft van Nathorstland. Ongeveer tien kilometer naar het oosten ligt de Sydgletsjer.